# Bandeira arco-íris (LGBT)

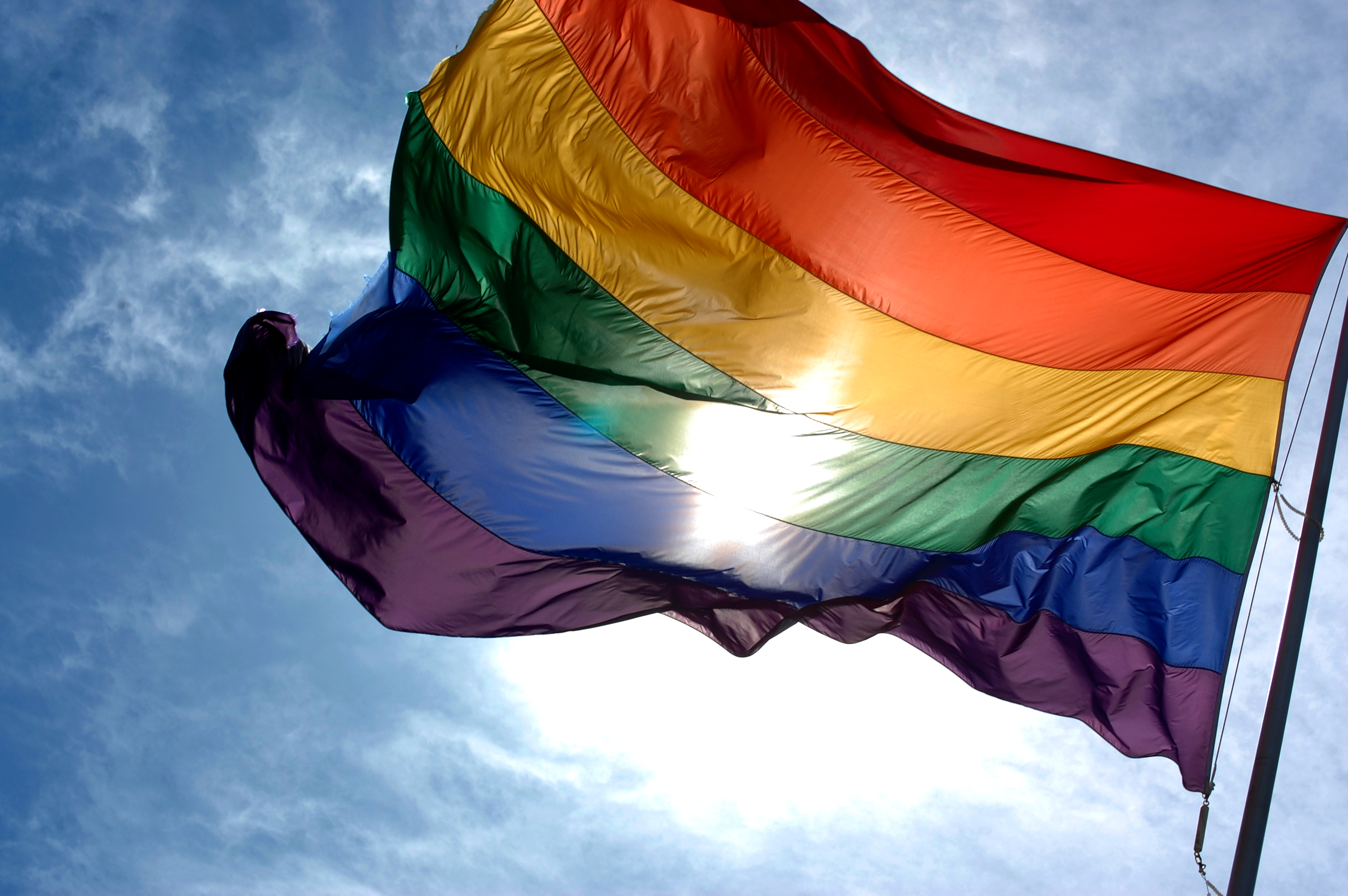
A bandeira do arco-íris é um símbolo do LGBTQ+ e dos movimentos sociais LGBTQ+ em uso desde a década de 1970. Foi criado pelo primeiro político publicamente gay da Califórnia, Harvey Milk, que desejava um símbolo que representa-se a comunidade gay.

A Bandeira Arco-Íris, também conhecida como Bandeira do Orgulho Gay, é um símbolo da Comunidade Gay e do movimento LGBT. Criada em 1979 pelo ativista gay Gilbert Baker, a pedido do político homossexual Harvey Milk para representar a Comunidade Gay, acabou por se tornar um dos principais símbolos do movimento LGBT.
Apesar de ter sido originalmente concebida com oito cores (conhecidas popularmente como Retro 8), com cada cor representando um significado especifico. A versão que acabou por se tornar mais conhecida tem seis barras horizontais, cada uma com uma cor diferente, de cima para baixo: vermelho, laranja, amarelo, verde, azul e violeta.

## História
Versão original com oito cores de Gilbert Baker (1978)

Versão com o rosa removido (1978–79)

Versão atual de seis cores desde 1979. O azul mudou para azul-escuro.
Durante a Segunda Guerra Mundial, os homossexuais nos campos de concentração nazistas eram identificados por um triângulo rosa, "O início dos anos 1970 também foi quando o movimento pelos direitos gays começou a surgir na Alemanha. Em 1972, "The Men with the Pink Triangle", a primeira autobiografia de um sobrevivente de campo de concentração gay, foi publicada. No ano seguinte, a primeira organização gay alemã do pós-guerra, a "Homosexuelle Aktion Westberlin" (HAW), reivindicou o triângulo rosa como um símbolo de libertação".
Havia uma perseguição sistemática contra homens homossexuais, visto que eram os únicos que eram mencionados no parágrafo 175 da Alemanha Nazista. Desta forma, o triângulo rosa se torna um símbolo de resistência gay.
Já na década de 1970, em São Francisco, Califórnia, o movimento pelos direitos dos homossexuais florescia, e os militantes queriam um símbolo que fosse mais entusiasta, visto que muitos homossexuais se sentiam desconfortáveis com um símbolo de um momento histórico tão cruel e não aderiram à sua ressignificação. Dessa forma, o artista Gilbert Baker foi desafiado por Harvey Milk (o primeiro político gay eleito nos Estados Unidos da América) em providenciar um símbolo para a comunidade gay, sendo aplicado pela primeira vez em larga escala no Dia de Liberdade Gay de São Francisco, na Califórnia, em 1978, data esta que é considerada precursora da parada de orgulho LGBT moderna.
Fontes sugerem que Baker teve fortes inspirações na canção "Over the Rainbow", além de se basear no movimento hippie, em que o arco-íris era um símbolo de paz e harmonia. Gilbert Baker contou com o apoio de trinta voluntários que tingiram a mãos e costuraram as duas primeiras bandeiras para o desfile. Após a conclusão, as duas bandeiras foram hasteadas para secar no último andar de uma galeria de um centro da comunidade gay em São Francisco. Porém, a bandeira só foi oficialmente apresentada ao público pela primeira vez na Parada do Orgulho LGBT de São Francisco, com oito cores, cada uma com um significado específico. Entretanto, por motivos comerciais, visando diminuir o preço, as cores rosa e azul-claro foram removidas. Outras fontes sugerem que as cores foram eliminadas devido a dificuldade em se encontrar tecido nas cores rosa e turquesa. Dessa maneira, atualmente a bandeira possui apenas seis cores.
A imagem abaixo apresenta o significado das cores da bandeira original feita por Gilbert Baker:
| Rosa     |  | Sexualidade |
| Vermelho |  | Vida        |
| Laranja  |  | Saúde       |
| Amarelo  |  | Sol         |
| Verde    |  | Natureza    |
| Turquesa |  | Arte        |
| Índigo   |  | Serenidade  |
| Violeta  |  | Espírito    |

Trinta voluntários tingiram às mãos e costuraram as duas primeiras bandeiras para o desfile.
Ao comentar sobre sua criação, Baker disse que queria transmitir as ideias de diversidade e inclusão, a partir do arco-íris, um elemento da natureza usado para representar que a sexualidade é um direito humano. Dessa forma, a bandeira arco-íris se tornou um poderoso símbolo, com o objetivo de trazer a visibilidade a um grupo de pessoas, afinal de contas a essência das bandeiras são sobre proclamar poder.
Em 2015, o Museu de Arte Moderna de Nova Iorque (MoMA) adquiriu a bandeira para o seu acervo, referindo-se a ela como um poderoso marco do design moderno. Por isso, a bandeira é atualmente utilizada na moda, na arquitetura, nas artes plásticas e até mesmo no grafite, como é o caso dos murais da artista brasileira Rafa Monteiro.

## Bandeira do Orgulho

Variante da bandeira arco-íris "Bandeira do Orgulho", criada por Daniel Quasar para representar toda a comunidade. Incluindo a bandeiras trans e de cor.

Em 2018, foi criada pelo designer norte-americano gráfico Daniel Quasar uma nova variação da tradicional bandeira arco-íris, utilizando elementos da bandeira da Filadélfia e da bandeira do orgulho trans que foi intitulo de "Progress Pride". A bandeira foi criada com a intenção de ser mais inclusiva e representar toda a comunidade, tendo em vista que a bandeira arco-íris ainda era convencionalmente associada apenas a comunidade gay. O desenho da bandeira tornou-se imediatamente viral nas redes sociais, gerando cobertura mundial nos meios de comunicação
A bandeira foi oficialmente adotada pelo gabinete da prefeitura de Londres e por várias entidades e instituições LGBT como um símbolo para representar toda a comunidade.

## Outras versões

A bandeira de oito listras da Filadélfia, usada em 2017 para chamar a atenção para a comunidade negra dentro da comunidade, apesar da intenção original, não foi bem aceita pela comunidade.

Além da versão com seis barras, ainda são vistas atualmente outras versões da bandeira arco-íris em manifestações LGBT, contendo sete cores. Desde versões com uma barra adicional negra, simbolizando os homossexuais mortos pela AIDS, a bandeiras que misturam as cores do arco-íris com símbolos nacionais ou regionais, pretendendo assim representar a população LGBT desse país ou região.
Existem ainda bandeiras derivadas da arco-íris, mas com outras cores, para representarem subculturas LGBT, como a ursina (bandeira em tons acastanhados ) ou a leather (bandeira com barras azuis e negras).
Uma versão com códigos no lugar de cores, foi lançada pela associação Stop Homofobia e a Pantone dentro do projeto “Colors of Love” (Cores do Amor, em tradução livre) como ação de protesto em 2022 pela proibição do uso de bandeiras LGBT na Copa do Mundo do Catar.
| Vermelho | Pantone® 2347 C |
| Laranja  | Pantone® 2018 C |
| Amarelo  | Pantone® 3934 C |
| Verde    | Pantone® 356 C  |
| Azul     | Pantone® 2726 C |
| Violeta  | Pantone® 253 C  |

Banida dentro e fora dos estádios até antes do início dos jogos, a bandeira LGBT+ passou a ser permitida neles somente 3 dias depois. Entretanto nos gramados, a braçadeira "One Love" proposta por seleções europeias, continuaram sendo alvo dos seguranças.